# Сезонний збір торфу
Сезонний збір торфу – характеризується масою повітряно-сухого торфу (у тоннах), що збирається з 1 га. площі за сезон. Визначається добутком середньоциклового збору на кількість циклів за сезон. Тривалість сезону виробництва фрезерного торфу залежно від кліматичних умов становить 85…119 робочих днів.